# 河邊春夢
《河邊春夢》（台語：Hô-pinn Tshun-bāng）為知名臺語歌曲，作曲作詞者為周添旺。因為歌曲作於1934年的台灣日治時期，演唱者為日本人松原靜韻，此間的「河」係指淡水河。河邊春夢隨後由周添旺所屬古倫美亞唱片（現稱『哥倫比亞唱片』）製播成台語唱片，不過因日籍歌手不熟台語，咬字不清，該歌曲並未受到矚目。

## 緣起
1933年，因《月夜愁》流行成名的周添旺，以24歲年紀，進入哥倫比亞唱片會社，擔任企劃製作，但是仍持續詞曲創作。因為時值日治時期，為符合社會需求，《河邊春夢》除了製作台語版外，也以日文版面世。而名為《新夜花》的日語版與台語版的河邊春夢皆由日籍歌手松原·靜韻演唱。　

## 十三號水門命案

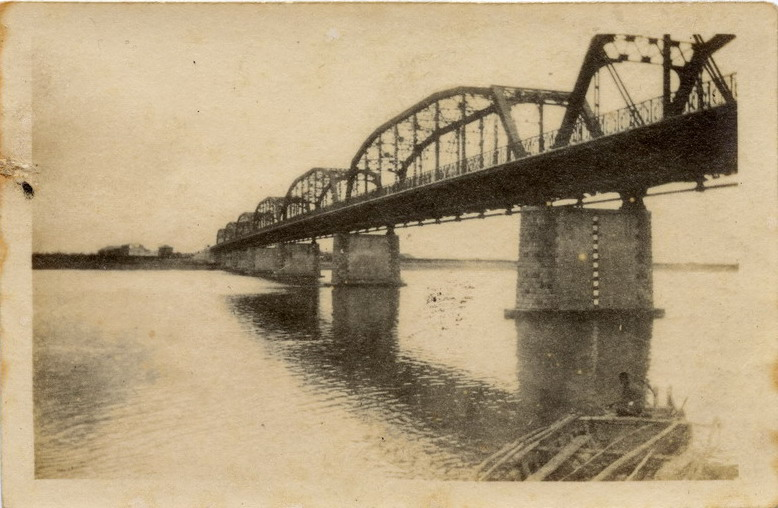
河邊春夢的詞曲背景為1930年代的台北大橋。圖為1925年的台北大橋。

《河邊春夢》雖早在1934年出品問世，但是真正流行卻是在於日治時期結束後的1950年代，而讓河邊春夢真正廣為人知的，是一部描述真實社會案件的同名電影。
1950年1月13日，台灣廣播電台播音員陳素卿於淡水河十三號水門偕已婚男友同事張白帆殉情自殺，後僅陳女自殺身亡。因為《中央日報》刊載死者留下「文情並茂」遺書，因此引起包含台大校長傅斯年等社會各階層人士注目。後該案被《台灣新生報》記者沈嫄璋揭穿是他殺。
約略同時期，敘述上述「淡水河十三號水門」社會案件；並以台語歌曲《河邊春夢》為主題曲的同名電影上映，於台灣頗為賣座。至此，《河邊春夢》一曲才藉由社會案件與電影媒體於台灣盛為流行。
另外，頗為流行的《河邊春夢》，除了原唱者靜韻之外，數十年來翻唱者眾。較知名者有紀露霞、文夏、郭金發、王識賢、秀蘭瑪雅等。而與《河邊春夢》歌曲相關的翻拍電影與電視劇集也常見。例如，1964年及1968年就翻拍過兩回台語電影。

## 背景
以台灣北部最大河川淡水河為創作標的的《河邊春夢》，詞曲內容主要敘述民風保守下，男女愛意無法表達的鬱悶心情。該曲除特有的台灣小調曲式外，也以四段歌詞與四種完全不同韻腳，闡述於淡水河邊，因為河水湍急引發的哀怨。其中歌詞中「目睭看橋頂」的橋頂，就是台北大橋，而第四段歌詞的「淡水無崁蓋」一句，則暗指當時台北地區，頗多為情所困年輕人跳淡水河自殺的情景。
雖然鼓勵自殺的第四段歌詞，後來於1950年代重唱階段，遭原作者周添旺刪除，但至今與自殺相關的「淡水河無崁蓋」一詞，仍為台灣常見的俗語。

## 備註
1. ↑  不過亦有學者認為河邊春夢的作曲部分為黎明（本名楊樹木）作品。
2. ↑  另有，台語與日語兩版本分由松原及靜韻兩日籍歌手演唱的說法。
3. ↑  同年，改名為中國廣播電台，即中廣。
4. ↑  館址則位於今二二八和平公園內的台北市二二八紀念館
5. ↑  該兩封遺書後經證實為張男偽造，張男後因謀殺陳素卿罪嫌遭逮捕，之後遭法院以「幫助自殺罪」（或謀殺罪）重判7年徒刑。
6. ↑  傅斯年連同數位台大教授，亦與中央日報舉辦「補葬陳素卿活動」。
7. ↑  據報載，留給男主角的其中一封遺書，「內容文情並茂，字裡行間流露出高貴純潔的愛戀及無怨無悔的癡心，令讀者為之鼻酸落淚。」
8. ↑  管仁健. . . 台灣: 文經社. 2013-05-01. ISBN 9789576636929 （中文（臺灣））.
9. ↑  因台語電影尚未出現，因此應為國語電影、默片、廈語片或其他片種。
10. ↑  由女星游娟主演
11. ↑  高幸枝、石軍、江青霞等演員參演
12. ↑  即「眼睛看橋上」
13. ↑  即「淡水河沒有加蓋」，見.   [2007-07-06]. （原始内容存档于2007-11-07）.